# 三角乡 (金秀县)
三角乡，是中华人民共和国广西壮族自治区来宾市金秀瑶族自治县下辖的一个乡镇级行政单位。

## 行政区划
三角乡下辖以下地区：
三角村、龙围村、小冲村、六定村、甲江村和江燕村。